# 솔베이 해전
솔베이 해전(영어: Battle of Solebay)은 제3차 영국-네덜란드 전쟁 중인 1672년 6월 6일 잉글랜드 동부 서퍽주 사우스월드 근처 솔베이에서 발생했다. 미힐 더 라위터르가 지휘하는 네덜란드 공화국 해군 함대가 영국과 프랑스 연합군을 공격했으며, 이는 돛의 시대의 가장 큰 해전 중 하나였다. 전투는 하루 종일 계속되었지만, 해질녘 명확한 승리 없이 끝났다. 그러나 흩어진 연합 함대는 훨씬 더 많은 피해를 입었고 네덜란드 해안에 병력을 상륙시키려던 계획을 포기해야 했다.

## 서론
1672년, 프랑스와 잉글랜드는 각각 4월 6일과 7일에 네덜란드 공화국에 선전포고를 했다. 네덜란드의 대수도원장 요한 더빗은 여전히 성공적인 협상에 대한 희망을 품고 있었으며, 특히 윌리엄 템플 경과 샌드위치 백작과 같은 영향력 있는 반가톨릭 영국 인물들의 지지를 기대했다. 그러나 프랑스 루이 14세는 이미 궁정 신년회에서 네덜란드 대사 피터르 더 흐로트에게 날카로운 연설을 통해 자신의 진정한 의도를 드러냈다. 프랑스군이 라인강을 향해 진격하고 뮌스터와 쾰른의 군대가 동부 지방을 침투하는 동안, 영국과 프랑스 연합 함대는 해상에서 네덜란드 공화국을 공격할 준비를 마쳤다.

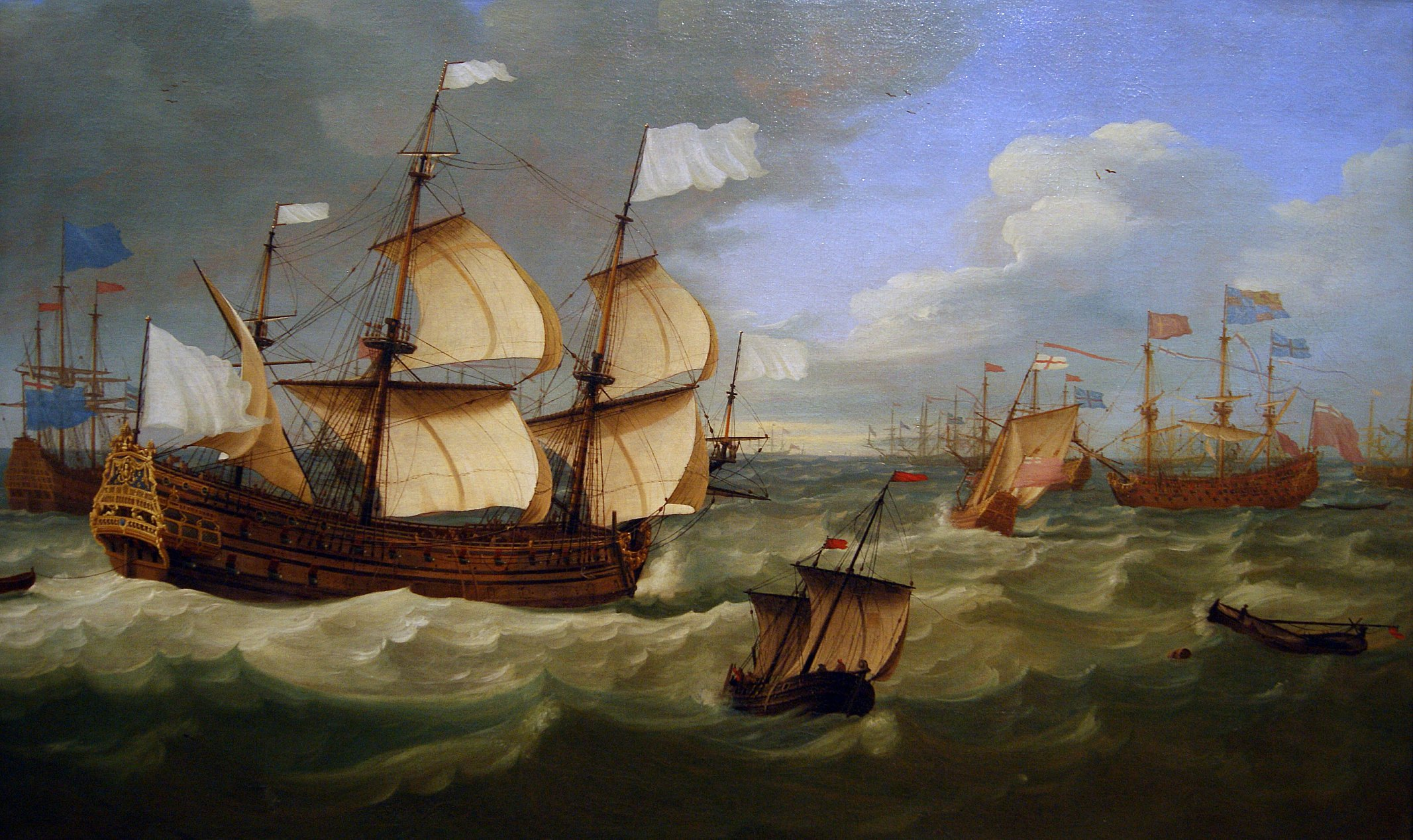
솔베이 해전 이전의 프랑스 기함 생-필리프호

영국-프랑스 연합 함대는 93척의 전함(출처마다 상이), 35,000~40,000명의 병력, 6,158문의 대포로 구성되었다. 요크 공작과 부제독 샌드위치 백작, 콩트 장 2세 데스트레가 지휘하는 연합군은 네덜란드 함대를 본국 항구에 봉쇄하고 북해를 네덜란드 선박의 항해로부터 막을 계획이었다. 네덜란드 함대는 75척의 전함, 20,738명의 병력, 4,484문의 대포를 보유하고 있었으며, 해군 중장 미힐 더 라위터르, 아드리안 방케르트, 빌럼 요제프 판 헨트가 지휘했다. 네덜란드는 메드웨이 습격의 성공을 재현하기를 바랐고, 판 헨트가 지휘하는 프리깃 전대가 5월에 템스강을 거슬러 올라갔지만, 셰어니스 요새가 너무 잘 준비되어 통과할 수 없음을 발견했다. 네덜란드 주력 함대는 주로 5개 네덜란드 해군본부 간의 협력 문제로 인해 영국과 프랑스 함대의 합류를 막기에는 너무 늦게 도착했다. 네덜란드 함대는 이를 알지 못한 채 정비를 위해 솔베이에 정박한 연합 함대를 북쪽으로 뒤따랐다.

## 전투
6월 7일 새벽 5시경, 오포드네스 해상에서 더 라위터르 함대가 갑자기 연합 함대 시야에 나타났다. 바람이 없어 더 라위터르가 화선으로 공격을 시작할 수 없었지만, 갑작스러운 경계에 빠진 영국군과 프랑스군의 혼란은 여전히 상당했다. 아직 해안에 있던 장교와 선원들은 배로 돌아오라는 신호를 재빨리 받았고, 영국-프랑스 연합 함대는 즉시 출항했지만, 이상적인 대형은 아니었다. 프랑스군은 사고든 의도든 영국군보다 후방에 위치했으며, 샌드위치가 지휘하는 영국군 전위대와 요크가 지휘하는 중앙 전대가 해안에 가까이 있었다.

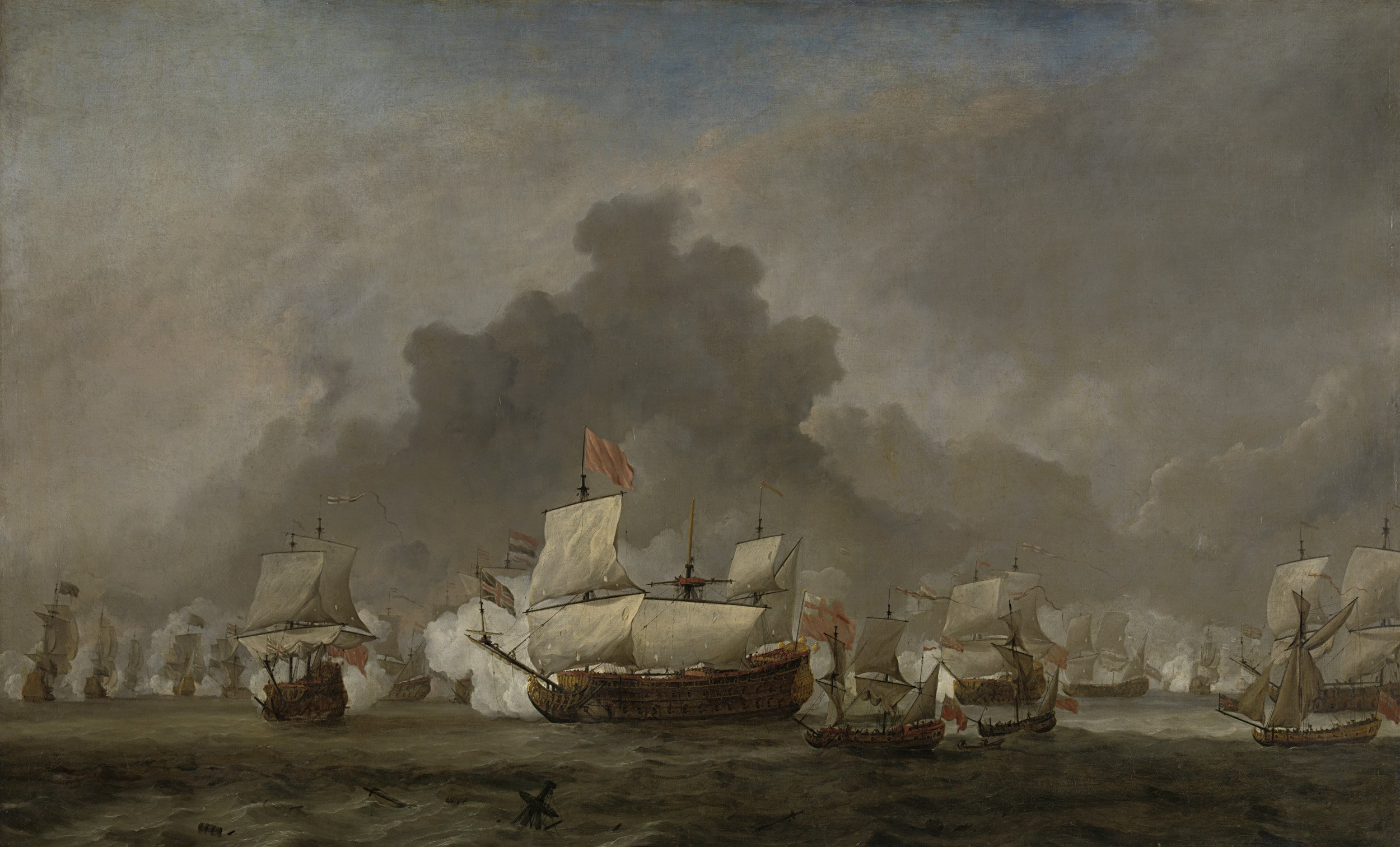
요크와 더 라위터르의 결투, 판 더 펠더 작. 프린스호는 주돛대 꼭대기를 잃어 제어하기 어렵고 쓰러진 삭구가 상갑판의 대포 작업을 방해하고 있다.

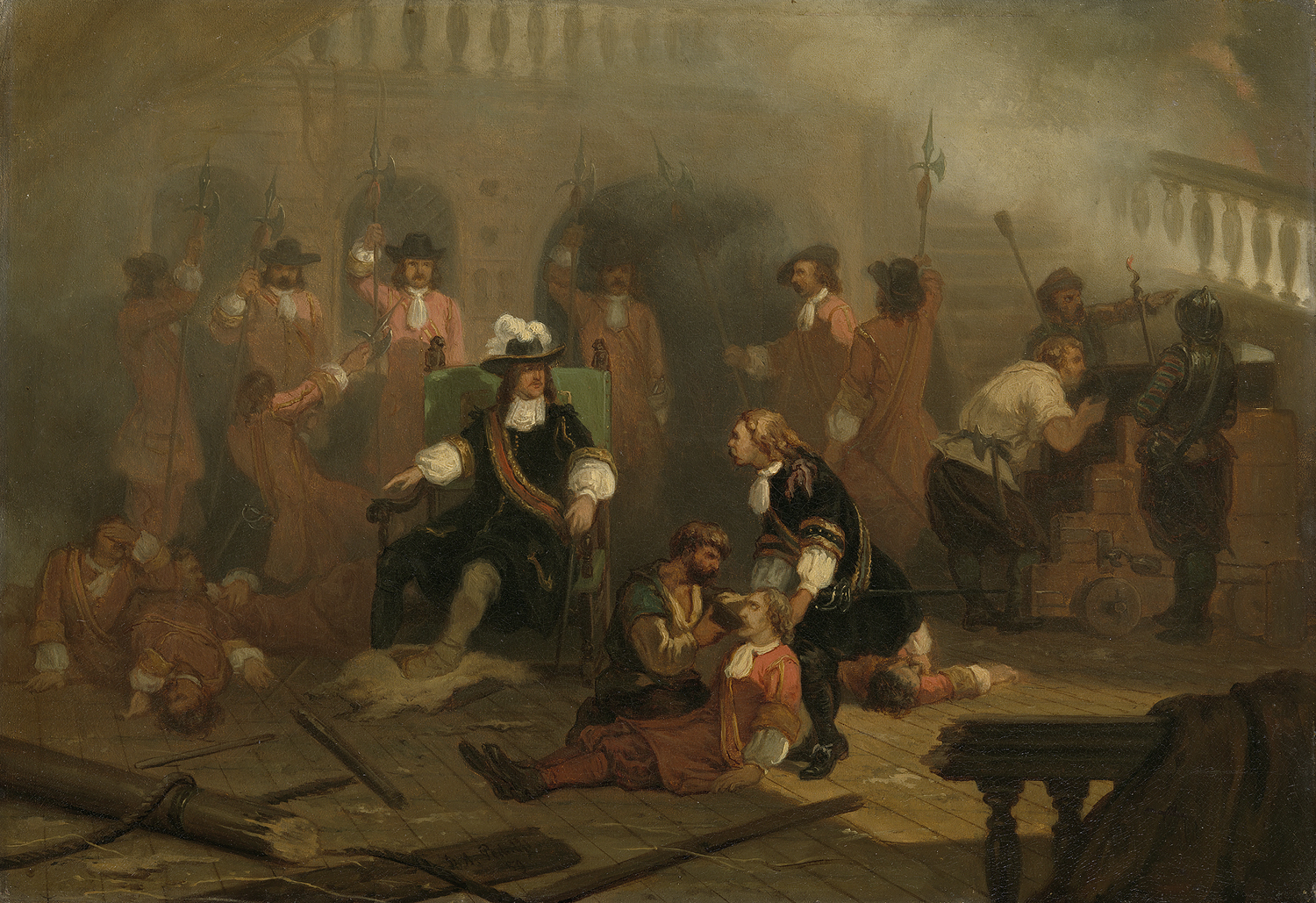
함상에서 전투를 지켜보는 코르넬리스 더빗

더 라위터르는 새로운 진형을 사용했는데, 얀 판 브라켈이 지휘하는 여러 전대로부터 18척의 함선과 18척의 화선으로 구성된 "필사대" 전대를 편성하여 주력군에 앞서 적을 공격하고 화선으로 혼란을 야기하려 했다. 그러나 이것은 실패했고, 전투는 주력 전대들 사이에서 벌어져야 했다. 우위풍을 잡은 더 라위터르는 오전 8시경 전속력으로 적을 공격했다. 그는 늘 그렇듯이 중앙 전대에 대한 공격을 직접 지휘했다. 연합군 중앙 전대를 지휘하는 요크 공작과 더 라위터르는 서로 맹렬히 포격했다. 요크는 자신의 기함인 Prince와 세인트 마이클이 전투 불능 상태가 되자 두 번이나 깃발을 옮겨야 했고, 마침내 런던으로 옮겼다. 프린스호는 더 라위터르의 기함 데 제벤 프로빈시엔호와의 두 시간 동안의 결투에서 무력화되었다. 더 라위터르와 동행한 네덜란드 공화국 의회 대표 코르넬리스 더빗 (대수도원장 요한 더빗의 형제)은 옆에 서 있던 의장대 절반이 전사하거나 부상당했음에도 불구하고 용감하게 주갑판에 앉아 있었다.
한편 방케르트는 흰 깃발을 단 데스트레 휘하의 프랑스 전대를 맡았다. 프랑스군은 영국 전대와 꽤 멀리 떨어져 방케르트의 추격을 받으며 남쪽으로 향했다. 그들은 하루 종일 맹렬히 교전하며 서로에게 심각한 피해를 입혔지만, 전투 결과에 큰 영향을 미치지는 못했다. 이는 나중에 두 전대의 실제 분리에 대한 다양한 추측을 불러일으켰고, 많은 사람들이 이를 비밀스러운 상호 협정이나 데스트레가 전투에 더 적극적으로 참여하기를 꺼려한 탓으로 잘못 돌렸는데, 이는 두 강대국을 서로 약화시키려는 임무와 관련이 있을 수 있었다. 그럼에도 불구하고 쉬페르브호는 심각한 손상을 입었고 데 라베스니에르(des Rabesnières)는 엔노 도에데스 스타르의 흐로닝언호의 포격으로 전사했다. 프랑스군의 총 사상자는 약 450명이었다.

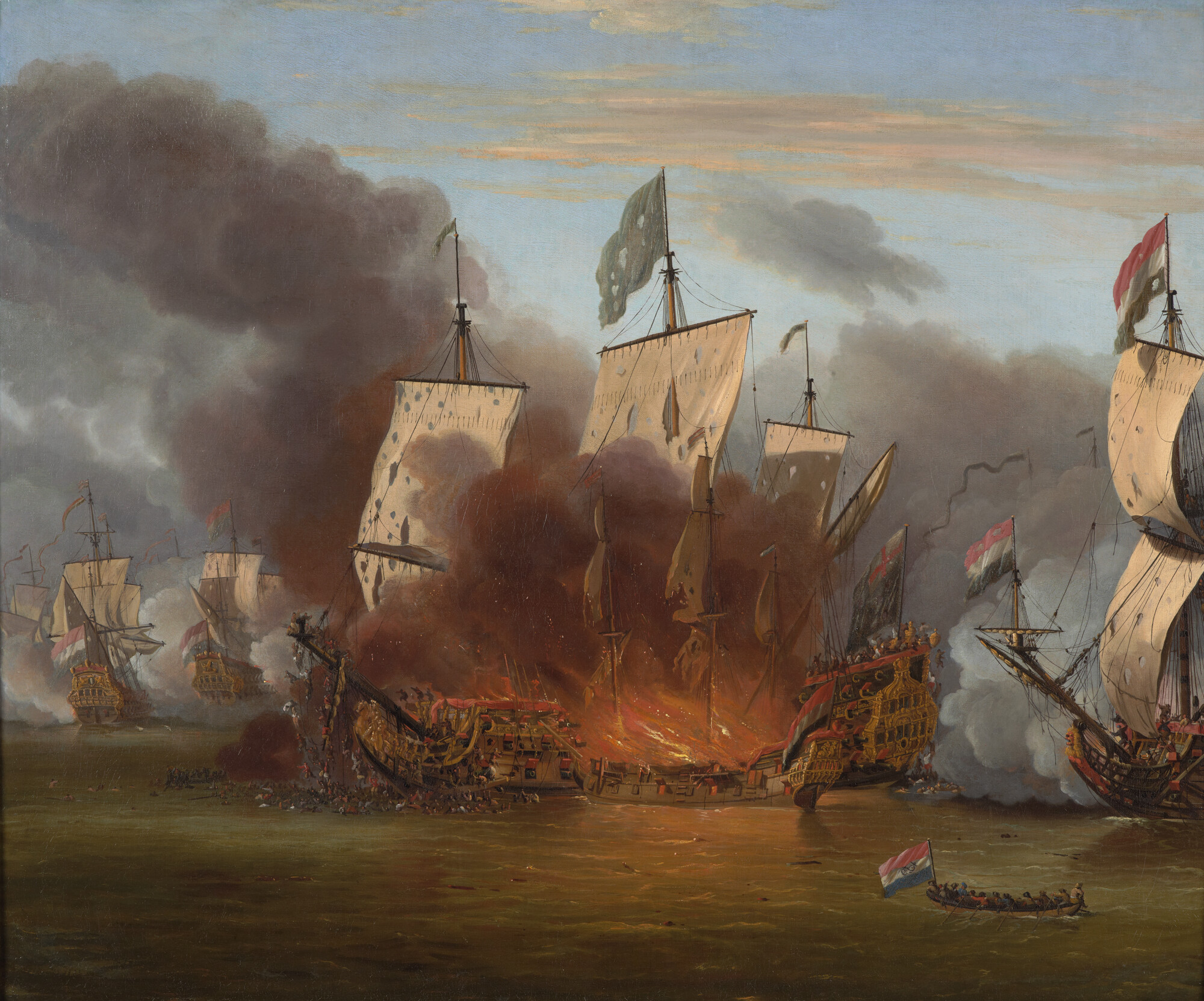
판 더 펠더 작, 로열 제임스호 화재

샌드위치와 판 헨트의 전대 간의 전투는 요크와 더 라위터르의 전대 간의 전투 못지않게 유혈이 낭자했다. 여기에서도 가장 치열한 전투는 제독의 함선과 그들의 "부함선" 사이에서 벌어졌다. 샌드위치의 기함 HMS Royal James은 1667년 메드웨이 습격을 실행했던 해군 중장 판 헨트가 돌피인호에서 맹렬히 교전했다. 사실 더 라위터르의 전대에 속했던 판 브라켈은 심하게 공격받는 판 헨트를 돕기 위해 흐로트 홀란디아호로 샌드위치의 함선을 공격하는 임무를 맡았다. 그는 한 시간 이상 로열 제임스호의 선체를 끊임없이 두들겨 패서 샌드위치 경이 깃발을 내릴까 고려할 정도의 상태로 만들었지만, 평민 출신 일개 선장에게 항복하는 것은 자신의 명예를 손상시키는 일이라고 판단하여 거부했다. 판 헨트는 오전 10시경 이 함선 전투에서 전사했고, 승무원 부족으로 흐로트 홀란디아호에 승선할 수 없었던 절박한 샌드위치는 간조 때 마침내 판 브라켈로부터 벗어났다. 그러나 로열 제임스호는 이제 표류하며 침몰하고 있었고, 여러 화선의 공격을 받았다. 두 척의 화선을 침몰시켰지만, 메드웨이에서 사슬을 끊었던 바로 그 선장인 판 덴 라인(Van den Ryn)이 지휘하는 세 번째 화선이 로열 제임스호에 불을 붙였다. 그 접근은 부제독 이사악 스베르스의 올리판트호에 의해 가려졌다. 1000명의 승무원 중 900명이 전사하거나 부상당한 후, 조셉 조던이 지휘하는 그의 전대 일부가 볼케르트 슈람(Volckert Schram) 부제독의 부대와 교전하는 동안 샌드위치는 버려진 채 불타는 배에 남아 파도 속에서 죽음을 맞이했다. 그와 그의 사위 필립 카터렛은 겁에 질린 선원들이 뛰어내려 슬루프가 무게를 견디지 못하고 무너지자 탈출하려다 익사했다. 그의 시신은 해변으로 떠내려왔고, 타버린 옷에 남아있는 가터 훈장 방패로만 식별할 수 있었다. 전투는 몇 시간 동안 계속되었고, 판 헨트의 선장인 판 판하위스는 공황을 막기 위해 데빗의 명백한 명령에 따라 깃발을 날렸다. 그럼에도 불구하고 해군 중장의 죽음은 곧 알려져 그의 전대에 상당한 혼란을 야기했다.
중앙에서 해군 중장 아르트 얀세 판 네스는 Eendracht에 승선하여 먼저 부제독 에드워드 스프래그와 HMS London에서 결투했고, 그 후 HMS Royal Katherine의 공격을 받았다. 후자의 함선은 너무 심하게 손상되어 존 치철리 함장은 깃발을 내리고 포로로 잡혔다. 그러나 네덜란드군 나포 승무원들은 발견된 브랜디를 마시고 취해서 그 함선이 나중에 영국군에게 재탈환되도록 허용했다. 판 헨트의 죽음은 더 라위터르에게 엄청난 도전을 안겨주었다. 그는 이제 조던이 지휘하는 샌드위치 전대의 일부 함선으로부터 공격을 받고 있었다. 한편 요크는 심각한 누수로 인해 손상된 세인트 마이클호에서 스프래그의 기함인 런던호로 옮겨야 했다. 전투는 두 중앙 전대에 집중되었다. 두 함대는 약한 바람 속에서 로스토프트와 올드브러 해안을 따라 남쪽으로 표류하며 격렬하고 혼란스러운 전투를 벌였다. 늦은 저녁, 더 라위터르는 영국군 중앙의 뒤로 기동하는 데 성공했다. 그는 이제 방케르트 쪽으로 향했고, 요크는 데스트레 쪽으로 기동했다. 이 기동 중에 더 라위터르는 작은 함선인 Rainbow를 만났는데, 제임스 스토리 함장이 지휘하는 이 함선을 짧은 교전 후 심하게 손상된 상태로 남겨두었다.
오후 9시경, 어둠이 내리면서 전투는 사실상 미결 상태로 끝났지만, 연합 함대는 훨씬 더 많은 피해를 입었다. 더 라위터르 자신에 따르면 솔베이 해전은 그가 겪었던 어떤 해전보다도 "더 격렬하고 오래 지속되었다". 네덜란드 측에서도 손실이 컸다. 네덜란드 함선 요슈아(Jozua)호 1척이 파괴되고 스테이포런(Stavoren)호 1척이 나포되었으며, 또 다른 네덜란드 함선 바세나르(Wassenaer)호는 전투 직후 수리 중 사고로 폭발했다.
그러나 전략적인 의미에서 이는 명백한 네덜란드의 승리였다. 왜냐하면 이는 네덜란드 항구를 봉쇄하고 네덜란드 해안에 병력을 상륙시키려는 영국-프랑스 연합군의 계획을 좌절시켰기 때문이다. 전술적으로 양측 모두 큰 피해를 입었다. 영국 함선 2척이 침몰했는데, 여기에는 함대 기함인 로열 제임스호도 포함되며, 프랑스 함선 2척도 침몰했다. 네덜란드 또한 많은 화선 외에 대형 함선 2척을 잃었다.
함대는 1673년 스후네펠트 해전에서 다시 만났다.

## 갤러리

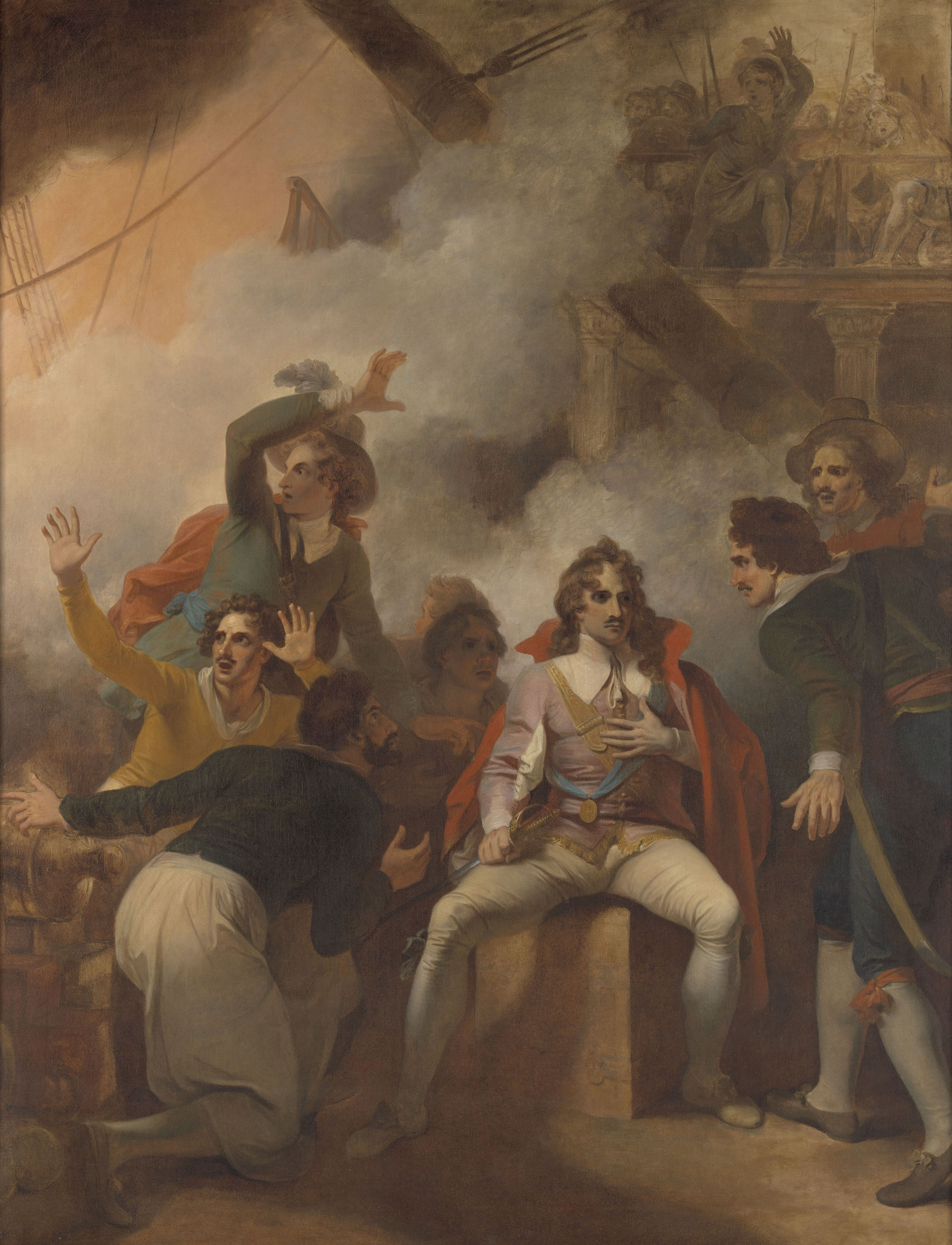
샌드위치 백작이 전투 중 자신의 배를 버리기를 거부하는 모습
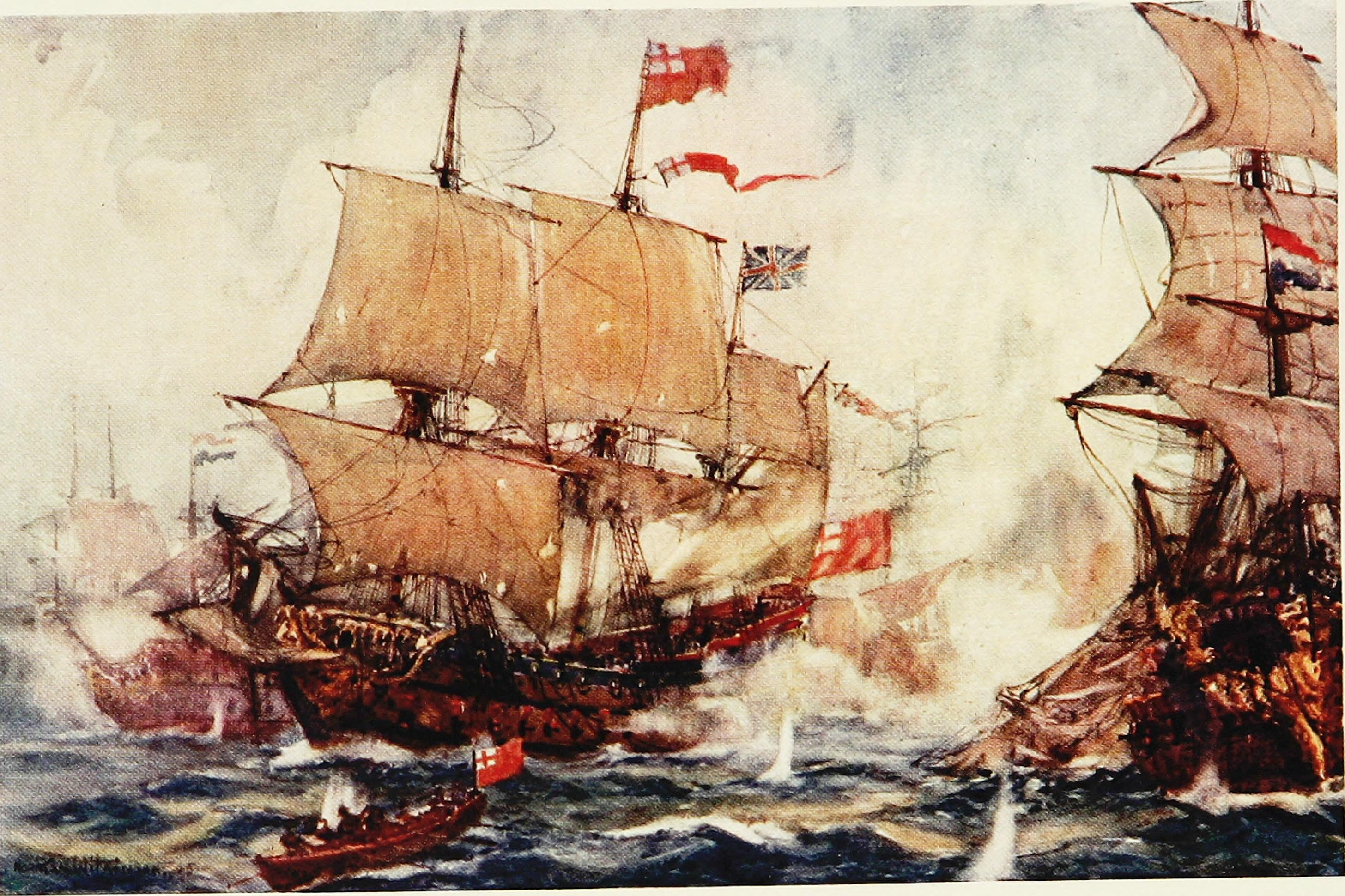
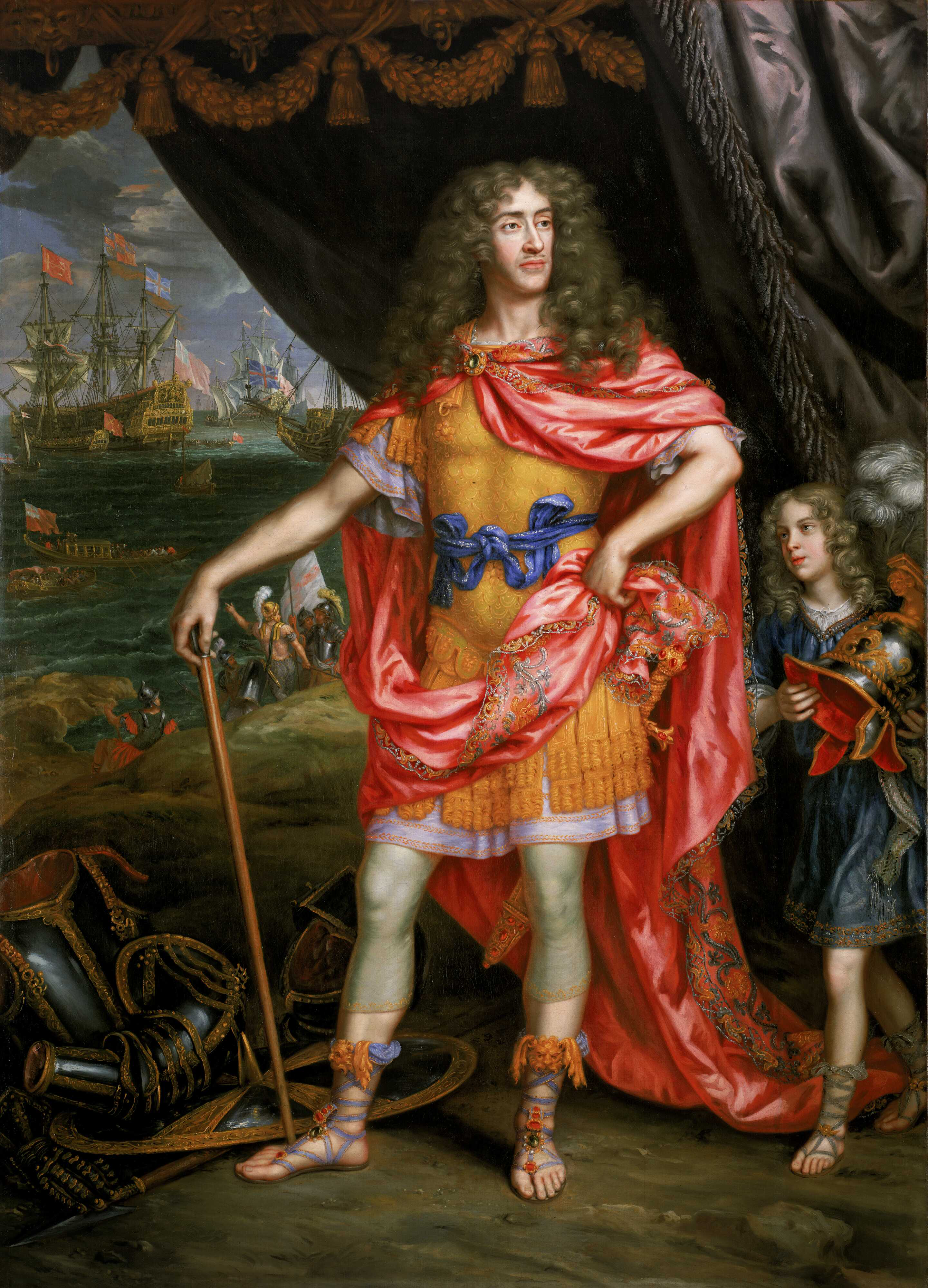
제임스 요크 공작의 초상화, 앙리 가스카르, 1673년. 배경에 요크의 기함 프린스호가 보인다.

## 함선 목록
모든 화선이 나열된 것은 아니다. 연합군 측에는 약 24척, 네덜란드 측에는 36척이 있었다.

### 잉글랜드와 프랑스 (요크 및 올버니 공작)
| 흰색 전대 (프랑스) | 대포 | 함장                                                                                                   |
| ------------------ | ---- | --- |
| Terrible           | 70   | (후방 제독 아브라함 뒤케스네)                                                                          |
| Illustre           | 70   | 그랑세이 후작 (Marquis de Grancey)                                                                     |
| Conquérant         | 70   | M. 드 티바스 (M. de Thivas)                                                                            |
| Admirable          | 68   | M. 드 볼리외 (M. de Beaulieu)                                                                          |
| Téméraire          | 50   | M. 드 라르송 (M. de Larson)                                                                            |
| Prince             | 50   | 샤를 다비, 앙프르빌 후작 (Charles Davy, Marquis d'Amfreville)                                          |
| Bourbon            | 50   | M. 드 케르뱅 (M. de Kervin)                                                                            |
| Vaillant           | 50   | 슈발리에 드 네스몽 (Chevalier de Nesmond)                                                              |
| Alcion             | 46   | M. 비토 드 베오르 (M. Bitaut de Beor)                                                                  |
| Hasardeux          | 38   | M. 드 라 비제리 (M. de la Vigerie)                                                                     |
| Saint Phillippe    | 78   | (부제독 장 2세, 데스트레 백작; 함장 M. 피에르 드 쿠)                                                   |
| Foudroyant         | 70   | M. 루이 가바레 (M. Louis Gabaret)                                                                      |
| Grand              | 70   | M. 곰보 (M. Gombaud)                                                                                   |
| Tonnant            | 58   | M. 데 자르당 (M. Des Ardents)                                                                          |
| Brave              | 54   | 슈발리에 장-바티스트 드 발벨 (Chevalier Jean-Baptiste de Valbelle)                                     |
| Aquilon            | 50   | 슈발리에 달리 (Chevalier d'Hally)                                                                      |
| Duc                | 50   | 슈발리에 드 세프빌 (Chevalier de Sepville)                                                             |
| Oriflamme          | 50   | M. 드 케르장 (M. de Kerjean)                                                                           |
| Excellent          | 50   | M. 드 마뇽 (M. de Magnon)                                                                              |
| Eole               | 38   | 슈발리에 드 코골린 (Chevalier de Cogolin)                                                              |
| Arrogant           | 38   | M. 드 빌뇌브-페리에르 (M. de Villeneuve-Ferriere)                                                      |
| Superbe            | 70   | (쉐프 데스카드르 데 라베스니에르, 전사)                                                                |
| Invincible         | 70   | 코모도르 드 베르디유 (Comodorre de Verdille)                                                           |
| Sans-Pareil        | 66   | M. 드 라 클로셰테리 (M. de la Clocheterie)                                                             |
| Fort               | 60   | 베나크 백작 (Comte de Benac)                                                                           |
| Sage               | 50   | M. 안 일라리옹 드 콩탕탱, 투르빌 백작 (M. Anne Hilarion de Contentin, Comte de Tourville)              |
| Heureux            | 50   | M. 프랑수아 파네티 (M. Francois Panetie)                                                               |
| Rubis              | 46   | M. 드 생 오방 당프르빌 (M. de Saint Aubin d'Infreville)                                                |
| Galant             | 46   | 슈발리에 드 플라쿠르 (Chevalier de Flacourt)                                                           |
| Hardi              | 38   | M. 드 라 로크-가르스발 (M. de la Roque-Garseval)                                                       |
| 붉은 전대 (영국)   | 대포 | 함장                                                                                                   |
| 런던               | 96   | (부제독 에드워드 스프래그)                                                                             |
| 올드 제임스        | 70   | 존 헤이우드                                                                                            |
| 레졸루션           | 70   | 존 베리                                                                                                |
| 덩케르크           | 60   | 프랜시스 코트니                                                                                        |
| 멍크               | 60   | 버나드 루드먼, 전사                                                                                    |
| 먼머스             | 70   | 리처드 비치                                                                                            |
| 로열 캐서린        | 86   | 존 치철리                                                                                              |
| 드레드노트         | 62   | 아서 허버트, 제1대 토링턴 백작                                                                         |
| 어드벤처           | 44   | |
| 다트머스           | 32   | 리처드 새들링턴                                                                                        |
| 서플라이           | 6    | |
| 프린스             | 100  | (제임스 스튜어트, 요크 및 올버니 공작, 해군 최고 사령관; 제1 함장 존 콕스, 전사, 제2 함장 존 내러버러) |
| 세인트 마이클      | 96   | 로버트 홈스 (제독) 경                                                                                  |
| 빅토리             | 82   | 토마스 버틀러, 제6대 오소리 백작                                                                       |
| 케임브리지         | 70   | 프레시빌 홀리스, 전사                                                                                  |
| 요크               | 64   | 토마스 엘리엇, 전사                                                                                    |
| 페어팩스           | 60   | 조지 레그, 제1대 다트머스 남작                                                                         |
| 야머스             | 54   | 로버트 워든                                                                                            |
| 포틀랜드           | 50   | 토마스 가이                                                                                            |
| 다이아몬드         | 50   | 토마스 풀리스                                                                                          |
| 피닉스             | 40   | 리처드 르 네브                                                                                         |
| 로버트             | 26   | |
| 찰스               | 96   | (후방 제독 존 하먼 (제독) 경)                                                                          |
| 레인보우           | 64   | 제임스 스토리                                                                                          |
| 리벤지             | 62   | 존 하트 시니어                                                                                         |
| 그리니치           | 60   | 리바이 그린                                                                                            |
| 앤                 | 58   | 존 워터워스, 전사                                                                                      |
| 어드바이스         | 50   | 도미닉 누겐트                                                                                          |
| 도버               | 48   | 존 에른리 경 (또는 에른리)                                                                             |
| 포레스터           | 40   | 헨리 킬리루                                                                                            |
| 푸른 전대 (영국)   | 대포 | 함장                                                                                                   |
| 세인트 앤드루      | 96   | (후방 제독 존 켐프소른)                                                                                |
| 프렌치 루비        | 80   | 토마스 R. 콜                                                                                           |
| 세인트 조지        | 70   | 제프리 피어스, 전사                                                                                    |
| 워스파이트         | 70   | 리처드 화이트                                                                                          |
| 글로스터           | 62   | 윌리엄 콜먼                                                                                            |
| 보나벤처           | 48   | 리처드 트레바니온                                                                                      |
| 앤털로프           | 48   | |
| 석세스             | 32   | 조지 왓슨                                                                                              |
| 로열 제임스        | 100  | (제독 에드워드 몬태규 경, 샌드위치 백작 (전사); 함장 리처드 해독)                                      |
| 헨리               | 82   | 프랜시스 디그비, 전사                                                                                  |
| 에드거             | 72   | 존 웨트왕                                                                                              |
| 루퍼트             | 66   | 존 홈스                                                                                                |
| 몬태규             | 62   | 토마스 다시                                                                                            |
| 레오파드           | 54   | 피터 보웬                                                                                              |
| 크라운             | 48   | 윌리엄 핀치                                                                                            |
| 팔콘               | 40   | 찰스 몬태규                                                                                            |
| 앨리스 & 프랜시스  | 26   | 조지 예네스, 전사                                                                                      |
| 로열 소버린        | 100  | (부제독 조셉 조던 경)                                                                                  |
| 트라이엄프         | 74   | 윌러비 해넘, 전사                                                                                      |
| 유니콘             | 68   | 리처드 제임스                                                                                          |
| 메리               | 62   | 존 브룩스                                                                                              |
| 플리머스           | 60   | 로저 스트릭랜드 경                                                                                     |
| 프린세스           | 54   | 리처드 먼든 경                                                                                         |
| 루비               | 48   | 스티븐 파인드                                                                                          |
| 메리 로즈          | 48   | 윌리엄 데이비스                                                                                        |
| 타이거             | 44   | 존 터너                                                                                                |

### 네덜란드 (미힐 더 라위터르)
| 암스테르담 해군본부         | 대포 | 함장                                                              |
| --------------------------- | ---- | ----------------------------------------------------------------- |
| Akerboom                    | 60   | 야코프 테딩 판 베르크하우트                                       |
| Woerden                     | 70   | 야코프 빈케스                                                     |
| Jaersveld                   | 48   | 니콜라스 드 보에스                                                |
| Stad Utrecht                | 66   | 얀 다피츠존 본트                                                  |
| Callantsoog                 | 70   | 헨드릭 브라우어                                                   |
| Stavoren                    | 48   | 다니엘 엘제피어                                                   |
| Amsterdam                   | 60   | 안스케 포케스                                                     |
| Provincie van Utrecht       | 60   | 얀 파울루스존 판 헬더                                             |
| Dolphijn                    | 82   | 해군 중장 빌럼 요제프, 판 헨트 남작 (전사), 기함 함장 미힐 킨트   |
| Gouda                       | 72   | 스하우트-베이-나흐트 얀 드 한                                     |
| Leeuwen                     | 50   | 얀 헤이설스 판 리어                                               |
| Reigersbergen               | 72   | 코모도어 야코프 판 메이위언                                       |
| Gideon                      | 58   | 피터르 미델란트                                                   |
| Essen                       | 50   | 필립스 드 뮌니크                                                  |
| Waesdorp                    | 72   | 프랑수아 팔름                                                     |
| Steenbergen                 | 68   | 얀 루터링                                                         |
| Deventer                    | 60   | 엥엘 드 라위터르                                                  |
| Agatha                      | 50   | 피터르 코르넬리스존 드 시터르                                     |
| Oosterwijk                  | 60   | 볼케르트 헨드릭스존 스와르트                                      |
| Olifant                     | 82   | 부제독 이사악 스베르스                                            |
| Beschermer                  | 50   | 다비트 스베리우스 (스베르스)                                      |
| 아웃스호른                  | 70   | 토마스 토비아스존                                                 |
| Komeetstar                  | 70   | 헨드릭 판 톨                                                      |
| Kruiningen                  | 56   | 발타자르 판 데 포르더                                             |
| Edam (프리깃)               | 32   | 야코프 빌럼스존 브뢰더                                            |
| Bommel (프리깃)             | 24   | 피터르 클라스존 데커                                              |
| Asperen (프리깃)            | 30   | 바런트 할스                                                       |
| Damiaten (프리깃)           | 34   | 얀 얀스존 드 용흐                                                 |
| Popkensburg (프리깃)        | 24   | 마테위스 메한크                                                   |
| Haas (프리깃)               | 24   | 헨드릭 티투스, 나사우 백작                                        |
| Overijssel (프리깃)         | 30   | 코르넬리스 티일로스                                               |
| Postijljon (프리깃)         | 24   | 뢰머 블라크                                                       |
| Brak (프리깃)               | 24   | 코르넬리스 판 데르 잔                                             |
| Egmond (자문 요트)          | 10   | 얀 보가르트                                                       |
| Triton (자문 요트)          | 12   | 휘베르트 헤엘                                                     |
| Kater (자문 요트)           | 8    | 얀 크라머                                                         |
| Walvis (자문 요트)          | 12   | 얀 클라스존 판 오스트하위스                                       |
| Eenhoorn (자문 요트)        | 10   | 야코프 스타들란데르                                               |
| Kat (자문 요트)             | 12   | 아브라함 타엘만                                                   |
| Galei (자문 요트)           | 12   | 마르쿠스 빌럼스존                                                 |
| Velsen (화선)               | ?    | 헨드릭 헨드릭센                                                   |
| Windhond (화선)             | ?    | 빌럼 빌럼센                                                       |
| Beemster (화선)             | ?    | 헨드릭 로세우스                                                   |
| Sollenburg (화선)           | ?    | 얀 얀센 바웃                                                      |
| Draak (화선)                | ?    | 피터르 판 흐로트펠트                                              |
| Leydtstar (화선)            | ?    | 시브란트 바런첸                                                   |
| St. Salvador (화선)         | ?    | 안드리스 란델                                                     |
| Sollenburgh (화선)          | ?    | 클라스 피터센 스하위트                                            |
| 데 마제 (로테르담) 해군본부 | 대포 | 함장                                                              |
| 데 제벤 프로빈시엔          | 80   | 함대 기, 해군 중장 미힐 더 라위터르, 제1 부관 헤라르트 칼렌부르흐 |
| Wassenaer                   | 56   | 필립스 판 알몬더                                                  |
| Groot Hollandia             | 60   | 얀 판 브라켈                                                      |
| Gelderland                  | 64   | 라우렌스 다비츠존 판 콘벤터                                       |
| Zeelandia                   | 44   | 얀 드 라우쿠르트                                                  |
| Maagd van Dordrecht         | 68   | 부제독 얀 에페르츠존 드 리프데                                    |
| Reigersbergen               | 72   | 야코프 판 메이위언                                                |
| Schieland                   | 60   | 니콜라스 나알하우트                                               |
| 에인트라흐트                | 76   | 해군 중장 아르트 얀스존 판 네스                                   |
| Ridderschap van Holland     | 66   | 스하우트-베이-나흐트 얀 얀스존 판 네스                            |
| Dordrecht                   | 50   | 바런트 레이스                                                     |
| Delft                       | 62   | 헤롤프 이셀모이덴                                                 |
| Utrecht (프리깃)            | 36   | 프랑수아 판 아르센                                                |
| Schiedam (프리깃)           | 20   | 프랑수아 판 네이데크                                              |
| Harderwijk (프리깃)         | 24   | 모제스 위흐만스                                                   |
| Faam (자문 요트)            | 12   | 코르넬리스 야코프스존 판 데르 후번                                |
| Rotterdam (자문 요트)       | 5    | 와인란트 판 뫼르스                                                |
| Gorinchem (화선)            | 4    | 디르크 드 뮌니크                                                  |
| Vrede (화선)                | 2    | 얀 다니엘스존 판 덴 라인                                          |
| Swol (화선)                 | ?    | 아브라함 스흐리버                                                 |
| Eenhoorn (화선)             | ?    | 피터르 베장송                                                     |
| 노르더크와르티르 해군본부   | 대포 | 함장                                                              |
| Alkmaar                     | 62   | 클라스 안커                                                       |
| Wapen van Holland           | 44   | 코르넬리스 야코프스존 드 부어                                     |
| Jupiter                     | 40   | 야코프 드 부어                                                    |
| Gelderland                  | 56   | 마르턴 야코프스존 드 부어                                         |
| Jozua                       | 54   | 얀 딕                                                             |
| Justina van Nassau          | 64   | 얀 헥                                                             |
| Westfriesland               | 78   | 요한 벨히쿠스, 호르네 백작                                        |
| Wapen van Nassau            | 62   | 페이터르 케르세붐                                                 |
| Caleb                       | 48   | 얀 크루크                                                         |
| Noorderkwartier             | 60   | 얀 얀스존 마우                                                    |
| Pacificatie                 | 76   | 부제독 볼케르트 슈람                                              |
| Drie Helden Davids          | 50   | 클라스 코르넬리스존 팔레헨                                        |
| Wapen van Medemblick        | 46   | 헨드릭 피셔르                                                     |
| Wapen van Enkhuizen         | 72   | 스하우트-베이-나흐트 다비트 블루흐                                |
| Wapen van Hoorn             | 62   | 클라스 피터스존 와인베르헨                                        |
| Helena Leonora (화선)       | ?    | 피터르 시베르첸 보커                                              |
| 제일란트 해군본부           | 대포 | 함장                                                              |
| Walcheren                   | 70   | 해군 중장 아드리안 방케르트                                       |
| Kampveere                   | 50   | 아드리안 판 크라위닝언                                            |
| Zierikzee                   | 60   | 부제독 코르넬리스 에페르천 데 용어                                |
| Zwanenburg                  | 44   | 코르넬리스 에페르천 데 용스테                                     |
| Middelburg                  | 50   | 빌럼 헨드릭스존                                                   |
| Oranje                      | 70   | 스하우트-베이-나흐트 얀 마테이스존                                |
| Vlissingen                  | 50   | 살로몬 르 사주                                                    |
| Visscher Harder (프리깃)    | 26   | 바런트 마르턴스존 붐                                              |
| Delft (프리깃)              | 34   | 시몬 론커                                                         |
| Ter Goes (프리깃)           | 34   | 카렐 판 데르 퓌터                                                 |
| Bruinvisch (자문)           | 6    | 코르넬리스 홀라르트                                               |
| Zeehond (자문)              | ?    | 안퇴니스 마테이스존                                               |
| Zwaluw (자문)               | 6    | 카렐 드 리터르                                                    |
| Middelburgh (화선)          | ?    | 빌럼 메르만                                                       |
| Prinsje (화선)              | ?    | 코르넬리스 에우바웃                                               |
| Hoop (화선)                 | ?    | 안토니 얀센                                                       |
| 프리슬란트 해군본부         | 대포 | 함장                                                              |
| Elf Steden                  | 54   | 와이트세 요하네스 베이마                                          |
| Prins Hendrik Casimir       | 70   | 스하우트-베이-나흐트 헨드릭 브라윈스펠트                          |
| Westergo                    | 56   | 이데 힐케스존 콜라르트                                            |
| Groningen                   | 70   | 부제독 엔노 도에데스 스타르                                       |
| Vredewold                   | 60   | 크리스티안 에벨스존 우마                                          |
| Oostergo                    | 62   | 얀 얀스존 피셀라르                                                |
| Windhond (프리깃)           | 34   | 요스트 미헬스존 퀴크                                              |
| ? (자문 요트)               | ?    | 스나우, 피터르 파우                                               |

## 대중 문화
- 이 전투는 1818년 서퍽 가랜드(Suffolk Garland)에 인쇄된 (아마도 브로드사이드 발라드에서 따온 것으로 보이는) "공작의 네덜란드에 대한 최근 영광스러운 성공에 대한 즐거운 노래"라는 발라드에, 던위치 해안에서 목격한 것처럼 시적인 형태로 묘사되어 있다.[11]
- 리즈 중앙 도서관에는 1910년경으로 거슬러 올라가는, 50피트(15m) 길이의 솔베이 해전 단계별 그림 기록이 있다. 이는 동시대의 양피지에 기반을 두고 있으며, 텍셀 해전을 묘사하는 장면도 포함하고 있다. 이는 가스코인 컬렉션의 일부이다.[12]
- 이 전투는 1910년 유리 및 세라믹 예술가였던 윌리엄 드 모건이 출판한 장편 소설 "명예 없는 사건(An Affair of Dishonour)"에 묘사되어 있다. 부상당한 생존자가 이야기의 중요한 인물이 된다.[13]
- 솔베이 해전은 줄리아 존스의 스트롱 윈즈 시리즈 네 번째 책인 어린이 모험 장편 소설 "솔베이의 사자(The Lion of Sole Bay)"의 역사적 배경을 이룬다.[14]
- 애드남스 양조장은 전투 300주년을 기념하여 브로드사이드(Broadside)라는 이름의 맥주를 만들었다.[15][16]

알렉상드르 뒤마는 그의 소설 "검은 튤립"에서 전투에서 코르넬리우스 드 위트의 역사적 역할을 언급한다. (제2장, "두 형제")

## 같이 보기
- 영국 왕립 해군의 7척의 함선은 이 전투의 이름을 따서 HMS 솔베이로 명명되었다.

## 내용주
1. ↑  Mahan은 데스트레의 기동을 옹호하며 이렇게 논평한다: "...영국군과 라위터르 모두 프랑스군이 근접전을 피하려 했다고 생각했다. 그러나 만약 데스트레가 돌아서서, 아직 미숙한 프랑스 해군을 이끌고 우위풍에 있는 노련한 네덜란드군 전열을 뚫으려 했다면, 백이십오 년 후 저비스와 넬슨의 밀집 대형을 뚫고 흩어진 함대를 재결합하려 했던 산 빈센트 해전에서 스페인 제독이 겪었던 재앙과 다름없었을 것이다.[8]
2. ↑  Mahan은 다음과 같이 언급한다: "진실은 ... 요크 공작은 괜찮은 선원이자 용감한 사람이었지만 유능한 사람은 아니었다는 것이다. 그의 함대는 제대로 정돈되지 않은 상태에서 기습당했고, 그의 사전 명령은 프랑스 제독이 총사령관과 반대 방향으로 항해하여 전대들을 분리시키는 것을 기술적으로 불복종하지 않도록 할 만큼 정밀하지 못했다. 그리고 라위터르는 자신이 준비한 기습과 적들의 무능함으로 인해 주어진 추가 기회를 가장 능숙하게 활용했다."[9]
3. ↑  마한 제독은 다음과 같이 논평했다: "솔베이 전투의 실질적인 결과는 전적으로 네덜란드에게 유리했다. 연합 함대는 젤란트 해안에 상륙하여 프랑스군의 작전을 지원할 예정이었다. 라위터르의 공격은 막대한 피해를 입히고 탄약 소모를 초래하여 함대의 출항을 한 달이나 연기시켰다. 이는 육지에서 절박한 상황에 처해 있던 네덜란드 연합주에 있어 중요할 뿐만 아니라 필수적인 분산이었다. 또한, 상업 파괴론에 대한 교훈적인 논평으로서, 적의 우월한 병력에 대한 이 엄청난 저지 이후 라위터르는 네덜란드 상선을 만나 안전하게 항구로 호송했다는 점을 덧붙일 수 있다."[10]